# Combridge
Combridge – wieś w Anglii, w hrabstwie Staffordshire. Leży 23 km na północny wschód od miasta Stafford i 198 km na północny zachód od Londynu.